# 黄皓 (実業家)
黄 皓（こう こう、1986年9月23日 - ）は、中国出身の日本の実業家。ミラーフィット株式会社代表取締役。
『バチェロレッテ・ジャパン』シーズン1に出演し、『バチェラー・ジャパン』シーズン4にバチェラーとして出演した。
2023年3月21日、自身のインスタグラムにてモデル・女優として活動している秋倉諒子と入籍していたことを報告した。
2024年7月14日、秋倉と正式に離婚したことを報告した。
2025年1月25日、自身のInstagram及びXを更新、一般女性と再婚したことを発表。併せて妻が妊娠中であることを報告した。4月27日、SNSを更新し、第1子となる女児が誕生したことを発表した。

## メディア出演
テレビ
- 踊る!さんま御殿!!（2023年4月11日、日本テレビ）[8]